# Цагельня (Поболовский сельсовет)
Цагельня (бел. Цагельня) — бывшая деревня в Поболовском сельсовете Рогачёвского района Гомельской области Белоруссии. Упразднена 21 февраля 2012 года.

## География

### Расположение
В 26 км на юго-запад от районного центра и железнодорожной станции Рогачёв (на линии Могилёв — Жлобин), 137 км от Гомеля.

## Транспортная сеть
Транспортные связи по просёлочной, а затем автомобильной дороге Бобруйск — Гомель. Застройка деревянная усадебного типа.

## История
Обнаруженный археологами курганный могильник (54 насыпи, в 0,6 км на юго-запад от деревни) свидетельствует о заселении этих мест с давних времён. Современная деревня основана в начале 1920-х годов переселенцами из соседних деревень на бывших помещичьих землях. В 1931 году организован колхоз. Во время Великой Отечественной войны 18 жителей погибли на фронте. Согласно переписи 1959 года в составе колхоза «Красная Армия» (центр — деревня Остров).

## Население

### Численность
- 2004 год — 2 хозяйства, 7 жителей.

### Динамика
- 1959 год — 95 жителей (согласно переписи).
- 2004 год — 2 хозяйства, 7 жителей.